# ウォリックシャー
ウォリックシャー（英: Warwickshire, Warks, [ˈwɒrɪkʃər, -ʃɪər] ( 音声ファイル)）は、イングランドのウェスト・ミッドランズにある典礼カウンティ。北でスタッフォードシャーおよびレスターシャーと、東でノーサンプトンシャーと、南でオックスフォードシャーおよびグロスターシャーと、西でウスターシャーおよびウェスト・ミッドランズ・カウンティと隣接する。州都はウォリック、最大都市はヌニートン。
面積は1,980平方キロメートル、人口は約60万人。州内は農村部が大部分である。主要都市としてウォリックおよびヌニートンのほか、ラグビー、レミントン・スパ、ベドワース、ストラトフォード・アポン・エイヴォンが挙げられる。行政上は非大都市圏カウンティに分類され、5つの地区（ディストリクト）からなる。かつてはコヴェントリーやサットン・コールドフィールド、ソリフル、中心市街を含むバーミンガムの大部分もウォリックシャーの一部であった。
地勢は平坦な低地だが、南部のコッツウォルズ（特別自然美観地域）は丘陵が続く。セヴァーン川支流のエイヴォン川が州の南部を流れる。
古代にはローマのブリタニア属州の版図であった。ローマが敷設した通称ワトリング街道は、アングロサクソン時代に入るとマーシアとデーンロウの境界となった。中近世を通して比較的落ち着いた歴史を歩み、コヴェントリーは繊維取引の中心地として発展した。脚本家のウィリアム・シェークスピアは、1564年にストラトフォード・アポン・エイヴォンに生まれ、生涯の大部分を同地で送った。1605年の火薬陰謀事件は、スニッターフィールド郊外で計画がなされた。産業革命を迎えるとウォリックシャー炭鉱が開発され、コヴェントリーを含む州西部は工業の中心地として、レミントン・スパは観光地としてそれぞれ発展した。ヴィクトリア朝時代の作家ジョージ・エリオット（本名メアリー・アン・エヴァンズ）は、1819年にヌニートン郊外で生まれた。